# Cantón de Bazoches-sur-Hoëne
El cantón de Bazoches-sur-Hoëne era una división administrativa francesa, que estaba situada en el departamento de Orne y la región de Baja Normandía.

## Composición
El cantón estaba formado por once comunas:
- Bazoches-sur-Hoëne
- Boëcé
- Buré
- Champeaux-sur-Sarthe
- Courgeoût
- La Mesnière
- Saint-Aubin-de-Courteraie
- Sainte-Céronne-lès-Mortagne
- Saint-Germain-de-Martigny
- Saint-Ouen-de-Sécherouvre
- Soligny-la-Trappe

## Supresión del cantón de Bazoches-sur-Hoëne
En aplicación del Decreto nº 2014-247 de 25 de febrero de 2014, el cantón de Bazoches-sur-Hoëne fue suprimido el 22 de marzo de 2015 y sus 11 comunas pasaron a formar parte; diez del nuevo cantón de Mortagne-au-Perche y una del nuevo cantón de Radon.